# Прокопенко Микола Антонович
Прокопенко Микола Антонович (* 1 квітня 1918, с. Будаївка (зараз м. Боярка), під Києвом — 26 жовтня 1992, Київ, Україна) — майстер-реконструктор і дослідник українського музичного інструментарію.
Вчився у Київському залізничному електотехнікумі (1938), Київському музучилищі, закінчив Київську консерваторію по класу гітари та диригування. в 1952 р. Підготував понад 60 музичних фахівців.

## Народні інструменти
Наприкінці 50-х роках М. Прокопенко займався відроджування ладкової кобзи.
Він виготовив кілька варіантів кобзи — сучасну 7 струнну та сім'ю оркестрових кобз на етнографічній основі.
Зразки відроджених кобз використовуються в оркестрі народних інструментів, у капелі бандуристів НМАУ, а також в оркестрі радіо і телебачення, Державному оркестрі народних інструментів України та в колективах самодіяльності.
Винаходи М. Прокопенка зафіксовані авторським посвідченням #6037 від 2.VI.1975 року.
З 1974 року оркестрові кобзи конструкції М. Прокопенка виготовляли Мельнице-Подільські музичні майстерні.
У 1959 році М. Прокопенко розробив і виготовив модель бандури з однорядним хроматичним звукорядом без перемикачів з вільним двобічним, як у арфи, доступом до всіх струн. Експериментальний зразок був представлений бандуристам, але практичного застосування не знайшов, бо вимагав іншої школи гри.

## Праці
- Організаційні та методичні основи роботи оркестру народних інструментів у школі (1970)
- Устройство, хранение и ремонт народных музыкальных инструментов — М. 1977
- Основи конструювання струнних народних інструментів (Неопубліковано)
- По слідах музичних інструменів (неопубліковано)